# Slopná
Slopná (Hongaars: Solopna) is een Slowaakse gemeente in de regio Trenčín, en maakt deel uit van het district Považská Bystrica.
Slopná telt 488 inwoners.